# Брицин, Виктор Михайлович
Виктор Михайлович Брицин (укр. Віктор Михайлович Брицин (Бріцин); род. 13 марта 1951, Каменец-Подольский) — украинский языковед. Доктор филологических наук (1991). Профессор (1993). Лауреат Государственной премии УССР в области науки и техники (1989).

## Биография
Виктор Михайлович Брицин (Брицын) родился 13 марта 1951 года в Каменце-Подольском в семье языковеда Михаила Акимовича Брицына. В 1968 году семья переехала в Киев. В 1973 году Брицин Виктор окончил Киевский государственный университет имени Т. Г. Шевченко.
Был членом КПСС.
В 1976—1991 годах работал в Институте языкознания имени Александра Потебни: младший научный сотрудник, старший научный сотрудник, с 1989 года — заведующий сектора социолингвистики.
В 1991—1997 годах работал в Институте украинского языка НАН Украины: заместитель директора по научной работе, заведующий отделом теории языковой коммуникации и социолингвистики.
С 1998 года — заместитель директора Института языкознания имени Александра Потебни НАН Украины.
С 2006 года был кандидатом в члены-корреспонденты НАН Украины .

## Научные интересы
Исследует украинский и русский языки в сферах синтаксиса, грамматической семантики, стилистики и культуры речи, социолингвистики, лексикологии.
Соавтор российско-украинского (1996) и украинско-российского (2000) словарей, охватывающих сферу делового общения.

## Премии
- 6 декабря 1989 года — Государственная премия УССР в области науки и техники за лексикографическую труд «Словарь языка Шевченко» (в двух томах), опубликованный в 1964 году, и «Словарь языка русских произведений Шевченко» (в двух томах), опубликованный в 1985—1986 годах. В состав авторского коллектива, получившего премию, также входили Наталья Петровна Матвеева, Василий Семенович Ващенко, Людмила Макаровна Стоян, Неонила Петровна Романова, Лидия Алексеевна Роднина, Нина Григорьевна Озерова, Татьяна Куприяновна Черторижская [2].